# Timebomb
«Timebomb» —en español: «Bomba de tiempo»— es una canción interpretada por la cantante australiana Kylie Minogue. Fue lanzada el 25 de mayo de 2012 por Parlophone, antes de la celebración de Minogue por sus veinticinco años de carrera musical. Musicalmente, la canción se orienta al dance, que incluye música house futurista, con riffs de guitarra y «woahs!». 
«Timebomb» recibió reseñas muy positivas de la mayoría de los críticos, que etiquetaron la canción como «asombrosa» y notándola como una de las mejores de Kylie. El video musical de la canción fue filmada en Londres, Inglaterra. El video muestra a Minogue bailando en una habitación blanco, y caminando/conduciendo a través de las calles de Londres. El video también recibió reseñas muy positivas de los críticos.

## Historia y lanzamiento
Al finalizar el 2011, Minogue declaró que celebraría su aniversario K25, un evento sobre sus veinticinco años de carrera musical. Luego, Minogue fue honorificada en el ARIA Hall of Fame. Posteriormente, en marzo de 2012, inicia su Anti Tour, donde interpreta sólo lados B, demos y rarezas que previamente cantó. A inicios de 2012, se hizo otro anuncio, declarando que lanzaría una álbum compilatorio que ella grabaría acústicamente para el aniversario.
No hasta mayo de 2012, The Herald Sun anunció que Minogue lanzaría un sencillo llamado «Timebomb». Su sitio oficial inició una cuenta regresiva hasta su lanzamiento, con los fanes mandando tuits para desbloquear la canción.  La canción fue programada para ser lanzada el 25 de mayo de 2012, tres días antes del cumpleaños de Minogue. Digital Spy mostró un previo de noventa segundos en su página.
Aunque sin ser confirmada, identificada o anunciada, hubo una canción titulada «Timebomb» que fue escrita originalmente para su álbum Fever (2001), y fue escrita por Michael Jackson. Escribió otra canción para el álbum titulada «I'll Try Anything Once», sin embargo, ninguna de esta o la original «Timebomb» fue lanzada. Se desconoce si la original es esta versión. Minogue lanzó la carátula del sencillo por Twitter el 25 de mayo de 2012.

## Composición
Musicalmente, «Timebomb» es una canción que se orienta al dance, que incorpora elementos de synthpop, house y nu-disco. La canción también tiene algunas similitudes con su canción «Cherry Bomb». Idolator comparó la canción con «Till the World Ends» de Britney Spears y «2012 (It Ain't the End)» de Jay Sean, diciendo: «En cualquiera caso, es un estupendo retorno al minimalismo seductivo que hizo «Can’t Get You Out Of My Head» como una dinamita de bola de discoteca. (Pero particularmente es una divertida adición al baile a través del apocalipsis que previamente establecieron «Till the World Ends» de Britney Spears y «2012» de Jay Sean).

## Recepción crítica
«Timebomb» recibió elogios en general de la mayoría de los críticos de música. Popjustice describió «Timebomb» como «asombrosa». Los críticos de directlyrics.com apreciaron la canción, comentando que «"Timebomb" es un número electro-pop de moda, en donde Kylie logra que cante suavemente por los versos, mientras todo se convierte en un paraíso pop en el coro. "Timebomb" es tan fresco, tan seductivo y tan Kylie y el espectáculo del coro te atrapa completamente sin problemas». Robert Copsey de Digital Spy le entregó una reseña positiva, premiándola con cuatro estrellas sobre cinco. Elogió el sencillo por regresar a lo esencial diciendo «En ese momento, rara vez ella se ha desviado del centro de la pista de baile, así que no es sorprendente que "Timebomb" se siente como un trote suave en el parque para ella». Él también comparó la canción con sus sencillos anteriores «Come into My World» y «Love at First Sight» y la etiquetó como una «instantánea perfección disco-pop».
Pérez Hilton le entregó una reseña muy positiva, llamándola una «pista de discoteca electrizada y rápida que cayó en nuestros regazos». Ann Oldenburg de USA Today describió la canción como un «sencillo para un inmediato baile». NewsDay la describió como un «puro dance pop efervescente sobre aprovechar el día, completa, con un coro que no podrás sacarlo de tu cabeza», refiriendo a «Come into My World». PopDust le entregó una reseña positiva con tres y media sobre cinco, diciendo «Es realmente energética y se mantiene estupenda». Bradley Stern de MuuMuse le premió con cuatro y media sobre cinco, denominando a Kylie como «una perra mala», durante los años donde Minogue fue conocida como una «Kylie indie/sexy/linda/dance» de su canción «Did It Again» (1998). Continuó diciendo que «Timebomb» es un «feroz éxito pop. Es un símbolo de Kylie también». Cameron Matthews de AOL Music dijo que la canción está «segura a ser un éxito instantáneo».
Amy Sciarreto de PopCrush nombró a «Timebomb» como una de las mejores canciones dance del 2012, y concluyó, «El "Timebomb" quizás sea un tic toc, pero los minutos restantes de la carrera de Minogue no lo son». Cameron Adams de Herald Sun declaró que «mientras esto no es instantáneo como la mayoría de los sencillos de Kylie, los oyentes repetirán los «wooh» de la canción con firmeza». A pesar de enlistar la canción «Call Me Maybe» de Carly Rae Jepsen en «Las diez mejores canciones del verano de los últimos 20 años» de AfterElton.com, Louis Virtel declaró que no estuvo «entusiasmado» añadiendo esto a la lista, declarando, «Yo creo con firmeza que la canción de calidad veraniega, muy a la onda, con esa picardía, es "Timebomb" de Kylie Minogue, pero Billboard tiene otras ideas».

## Video musical

### Contexto
A inicios de 2012, aparecieron imágenes mostrando a Minogue en Londres, Inglaterra para la filmación de su video musical. Las imágenes incluyen a Minogue con pantaloncillos de tela vaquera, una chaqueta con un corazón rojo dibujado en el pecho y tacones en un día lluvioso en Londres. Más tarde, fue anunciado en su sitio web donde se incluyó una cuenta regresiva que al desbloquearla revelaba el video musical del sencillo. El video fue dirigido y editado por Christian Larson. Visualmente, la historia es presentada de varias perspectivas como cámaras de seguridad, miradas de transeúntes, teléfonos inteligentes, etc. El video también hace un prominente uso del blanco y negro, y tono sepia, con el comienzo filmado enteramente en escala de grises, aunque el color finalmente gana prominencia.

### Sinopsis
El vídeo inicia con Minogue en el mismo plató de grabación del video, el 15 de mayo de 2012. Al finalizar el rodaje, sale al exterior y empieza a cantar la canción. A lo largo del camino, vistiendo una chaqueta con un corazón dibujada en ella, ella comete pequeños disturbios —incluyendo un ángulo de cámara vagamente inspirado por Instagram—, y finalmente llega a un club de música house. Abandona la fiesta, y continua caminando por la calle Old Compton, en Soho, acompañada de personas mirándola. En ese punto, empieza a aparecer escenas dinámicas con Minogue en un cuarto blanco, que es mezclado con efectos visuales de las calles de Londres. Minogue se sube a un carro y pasea por las calles de Londres. Llega a un callejón, y se deja perseguir por un hombre. Cuando lo tiene cerca, lo arrastra a una habitación y presenta un baile sensual. Luego de eso, regresa a la calle en una moto conducida por el hombre, y finalmente llega a un lugar donde ella baila junto a un acrobacia de wheelie.
El vídeo contiene elementos de anteriores vídeos de Minogue, debido a que este es para conmemorar los 25 años de carrera de la cantante, se notan los pantaloncillos cortos como en Spinning Around, el detalle rojo colgante de los pantaloncillos como en Red Blooded Woman, el vestuario final de Kylie que trae debajo de la ropa se parece al del vídeo de All The Lovers, la escena de la discoteca como Wow y la vestimenta con motivo de corazón como en Hand on Your Heart.

### Recepción
WhatCulture.com le entregó una reseña positiva, pero declaró: «Quizás la gestión de Kylie está más preocupada por el Anti Tour y su próxima colección Greatest Hits, el cual no es algo malo en todo, pero es una vergüenza que una canción y un vídeo así de geniales como "Timebomb" probablemente sería ampliamente olvidada en la cultura pop después de pocos meses». Los críticos también elogiaron la reinvención de Minogue trayendo de vuelta su emblemático pantaloncillos ajustados, que fue originalmente presentados y notado en su sencillo «Spinning Around» (2000). Metro.co.uk ha titulado su artículo «Kylie Minogue trae de vuelta sus pantaloncillos en el nuevo video de Timebomb».

## Lista de canciones
Descarga digital
1. «Timebomb» – 2:57
2. «Timebomb» (video musical) – 3:36

## Posicionamiento
La canción fue muy bien recibida en los charts americanos alcanzando la posición número 1 en el Dance Club Play Song de Billboard, así como el número 1 de la lista de los 40 Principales México, siendo esta su canción más radiada desde el 2002 con Can't Get You Out Of My Head en dicho país
| Listas (2012)                          | Posiciones |
| -------------------------------------- | ---------- |
| Australia (ARIA)                       | 12         |
| Australia (ARIA Dance Chart)           | 1          |
| Austria (Ö3 Austria Top 40)            | 61         |
| Bélgica (Flandes) (Ultratop 50)        | 43         |
| Bélgica (Valonia) (Ultratop 50)        | 49         |
| Hungría (Rádiós Top 40)                | 19         |
| Irlanda (IRMA)                         | 26         |
| Italia (FIMI)                          | 21         |
| Japón (Japan Hot 100)                  | 32         |
| Nueva Zelanda (Recorded Music NZ)      | 33         |
| UK Commercial Pop Song's               | 1          |
| Finlandia (OFC)                        | 11         |
| Irlanda (IRMA)                         | 26         |
| Países Bajos (Dutch Top 40)            | 44         |
| México: Los 40 principales             | 1          |
| Escocia (Scottish Singles Sales Chart) | 33         |
| España (Top 100 Canciones)             | 20         |
| Spanish Airplay Chart (Promusicae)     | 17         |
| Reino Unido (UK Singles Chart)         | 31         |
| Brasil (Billboard Hot Popular Songs)   | 2          |
| US Hot Dance Club Songs (Billboard)    | 1          |

## Release history
| País            | Fecha              | Formato          |
| --------------- | ------------------ | ---------------- |
| A nivel mundial | 25 de mayo de 2012 | Descarga digital |